# Laurent Rossi
Laurent Rossi (Boulogne-Billancourt, 22 de maio de 1948) é um engenheiro e executivo de negócios francês que foi o diretor executivo da Alpine e da Alpine F1 Team até julho de 2023.

## Carreira
Rossi iniciou sua carreira em 2000 na Renault, no departamento de motor gerenciando projetos de ajustes e calibração de motores a gasolina, como motores de injeção direta, motores sobrealimentados e conceitos híbridos. Em 2009, após obter um MBA pela Harvard Business School, foi recrutado pelo Boston Consulting Group, onde trabalhou no escritório de Nova Iorque como especialista automotivo. Em 2012, Rossi decidiu buscar um novo desafio e ingressou no Google, onde era responsável pelo desenvolvimento de relações comerciais com contas-chave da indústria automotiva. Ele então retornou à Renault em 2018, inicialmente como vice-presidente de organização estratégica antes de progredir para o cargo de diretor de estratégia e desenvolvimento de negócios do Grupo Renault. Em janeiro de 2021 Rossi foi nomeado diretor executivo da Alpine, reportando-se diretamente a Luca de Meo, diretor executivo da Renault.
Em 20 de junho de 2023, a Alpine anuncia a saída de Rossi do cargo de diretor executivo, com Philippe Krief, ex-diretor técnico da Alfa Romeo e chefe de engenharia da Ferrari, sendo o seu sucessor. Também, segundo o comunicado da montadora, Rossi passou a focar em projetos especiais da Alpine.